# Museum voor moderne kunst van Jerevan
Het Museum voor moderne kunst van Jerevan (MAMY, Armeens: Երևանի Ժամանակակից Արվեստի Թանգարան) is een museum voor hedendaagse en moderne kunst in de Armeense hoofdstad Jerevan. Het museum is gelegen aan de Mesrop Mashtots Avenue in het district Kentron.

## Geschiedenis
Het museum werd in 1972 opgericht door de kunstcriticus Henrik Igityan die 37 jaar lang directeur van het museum was. Igityan kreeg hiervoor de steun van de toenmalige burgemeester van Jerevan, Grigor Hasratyan. Het was het eerste museum van hedendaagse en moderne kunst in de Sovjet-Unie. Gedurende 20 jaar was het een uniek centrum voor moderne kunst in de bovengenoemde regio en werd het een favoriete plek zowel voor toeristen als voor de officiële gasten van Jerevan. De eerste expositie werd samengesteld uit de werken van de kunstenaars uit de jaren 1960, zowel uit Armenië zelf als uit de Armeense diaspora zoals Minas Avetisian, Ashot Hovhannisian, Martin Petrosian, Hakob Hakobian, Gayane Khachaturian, Vruyr Galstian, Henry en Robert Elibekyans, Harutyun Galents, Rudolf Khachatrian en Ashot Bayandour. Later werd het museum aangevuld met werken van de generatie van de jaren 1980 zoals Sargis Hamalbashian, Arthur en Ararat Sargsians, Marine Dilanian, Albert Hakobian, Samvel Baghdasarian, Arevik Arevshatian, Ruben Grigorian, Kamo Nigarian, Armen Gevorgian, Tigran Matulian , Teni Vardanian, Gabriel Manoukian, Nina Kchemchyan en Ayvaz Avoyan.
In 2004 werden door de Amerikaanse filantroop Grigor Mouradian schilderijen en beeldhouwwerken van Emil Kazaz gedoneerd en in 2010 kocht Zangezur Copper Molybdeen Combine voor de museum sculpturen van Garen Bedrossian uit Canada. In de jaren 2010 werden in het museum werken toegevoegd van vele moderne Armeense en internationale artiesten, waaronder Taline Zabounian (Frankrijk), Sam Grigoryan (Duitsland), Harutyun Jinanyan "Jino" (Rusland), Vatche Demirdjian (Frankrijk), Lorent Nissou Soon (Frankrijk), Christine Hagopian (Frankrijk), Dibasar (Frankrijk), Sharis Garabedian (Frankrijk), Sebastiano (VS), Ziba Afshar (VS), Michael Gorman (VS), Garry John (VS), Karen Bistedt en Chris Brown (VS), Haik Mesropian (Zwitserland) en Onik Atamyan (Engeland).

## Fotogalerij

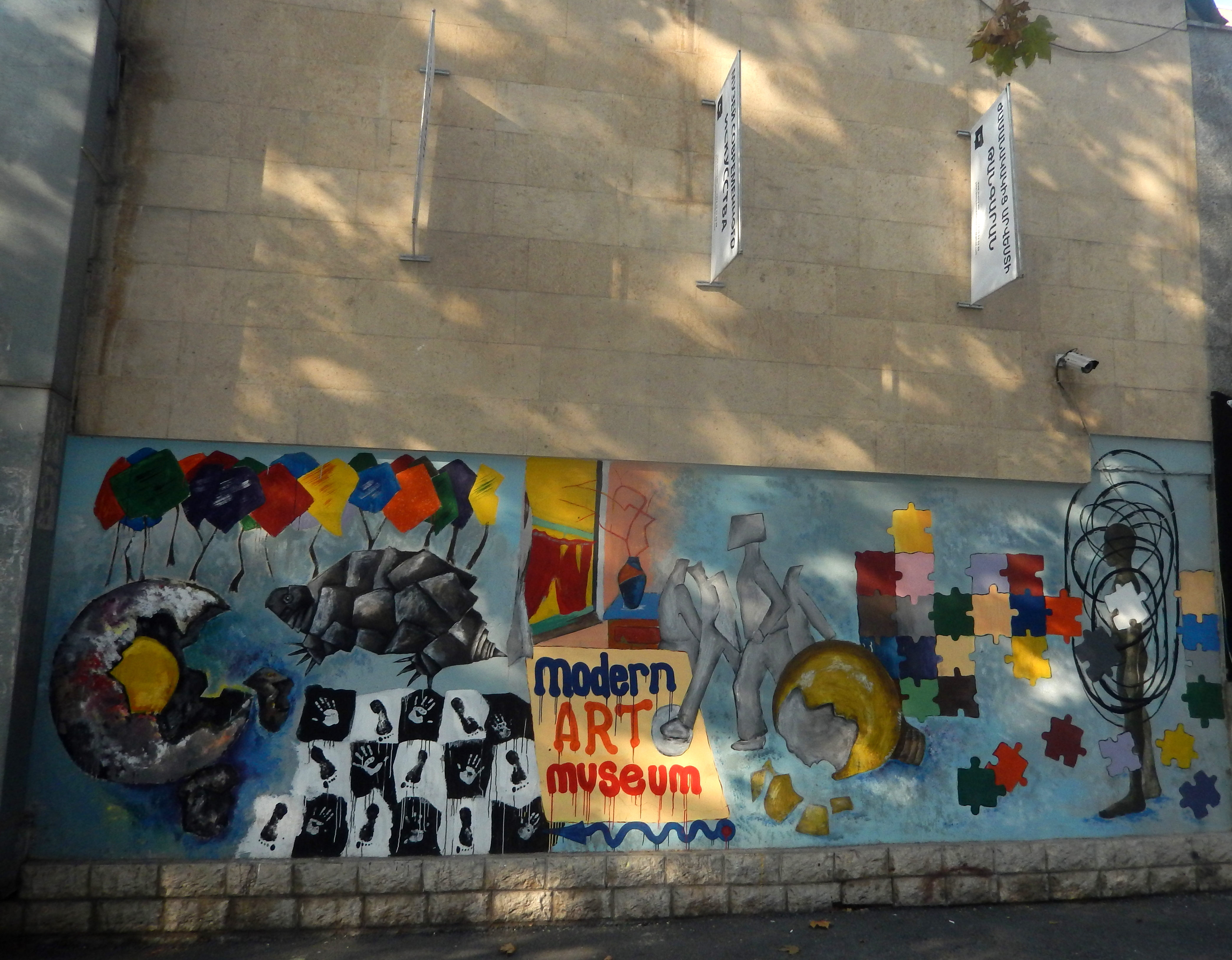
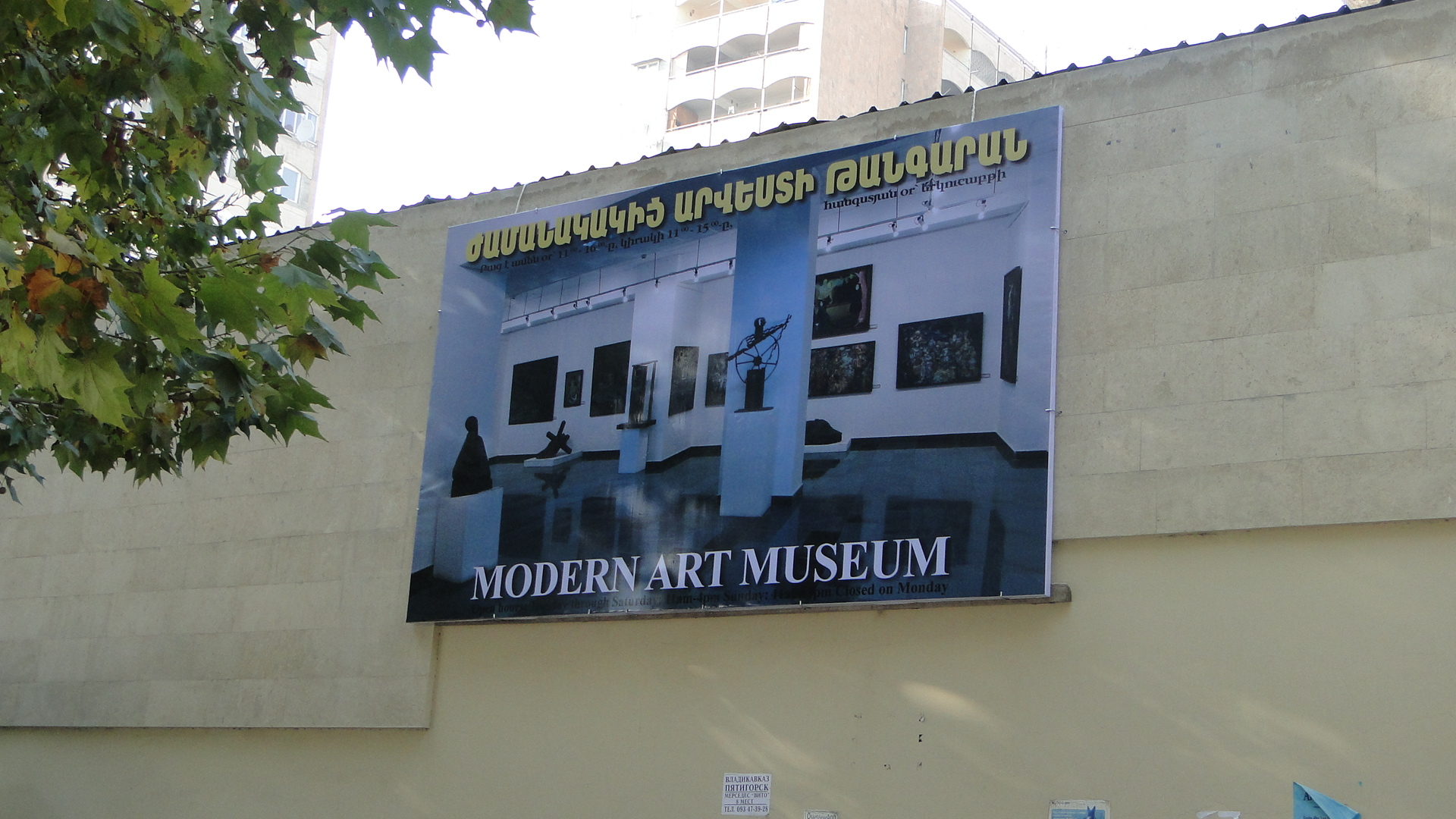
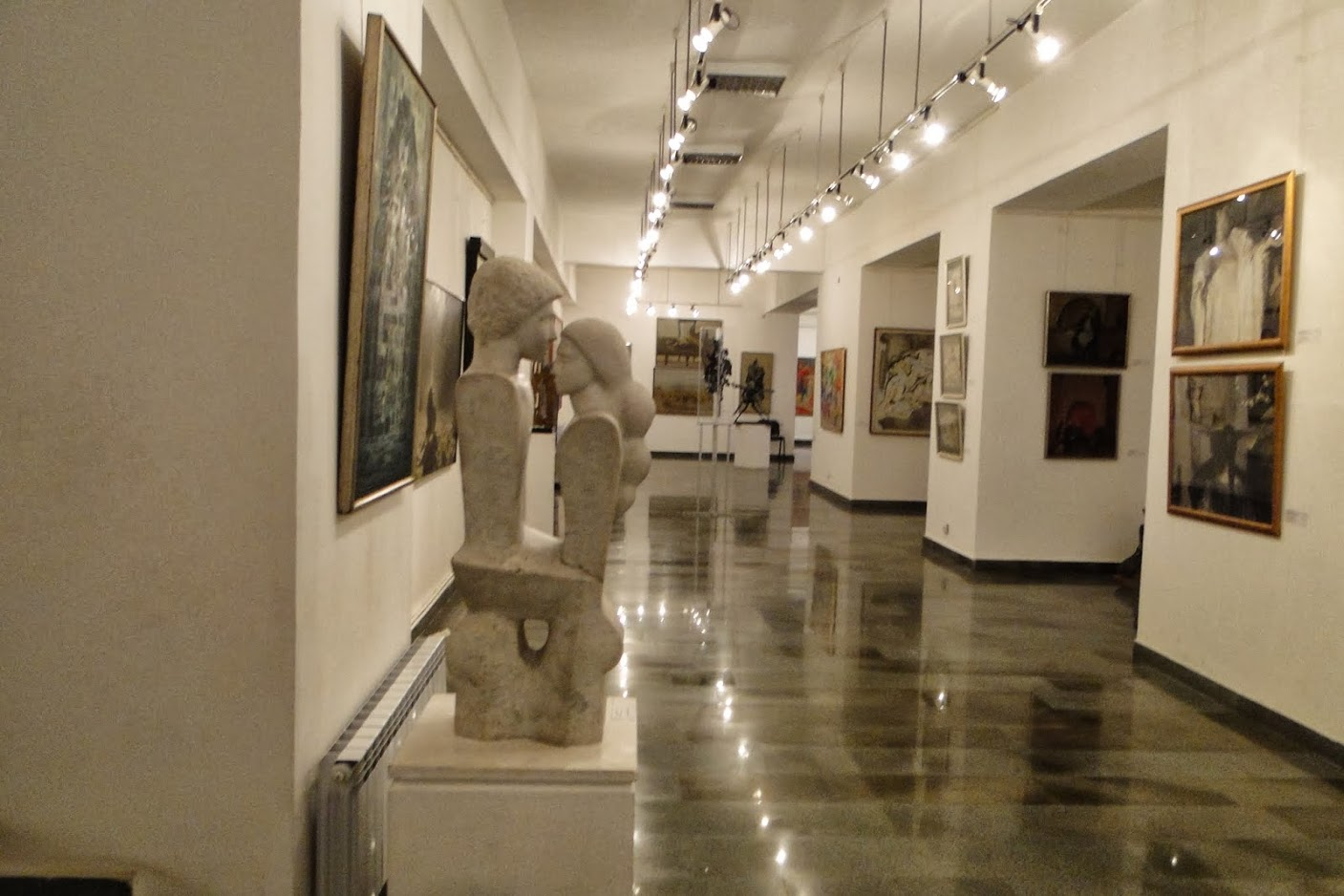
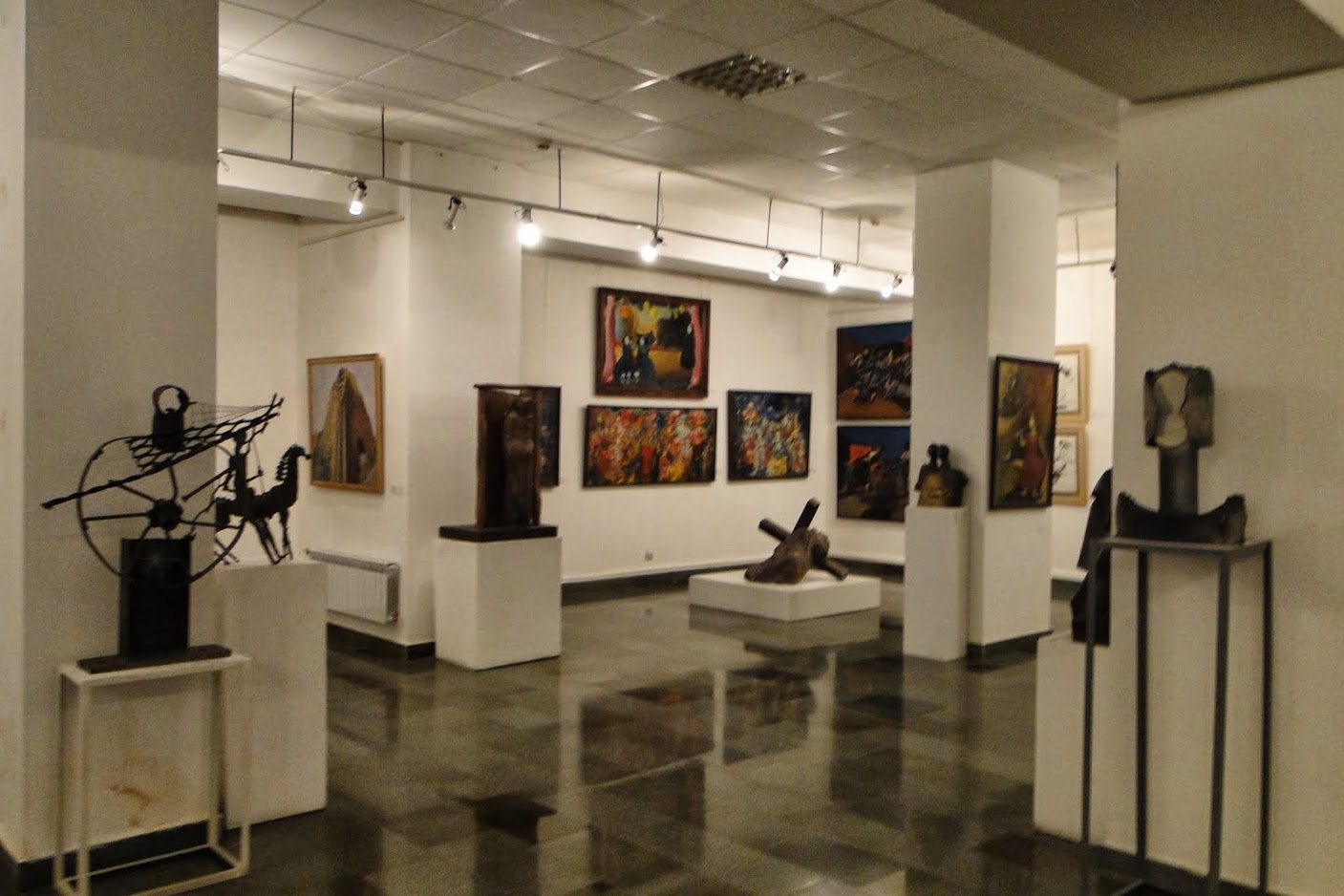
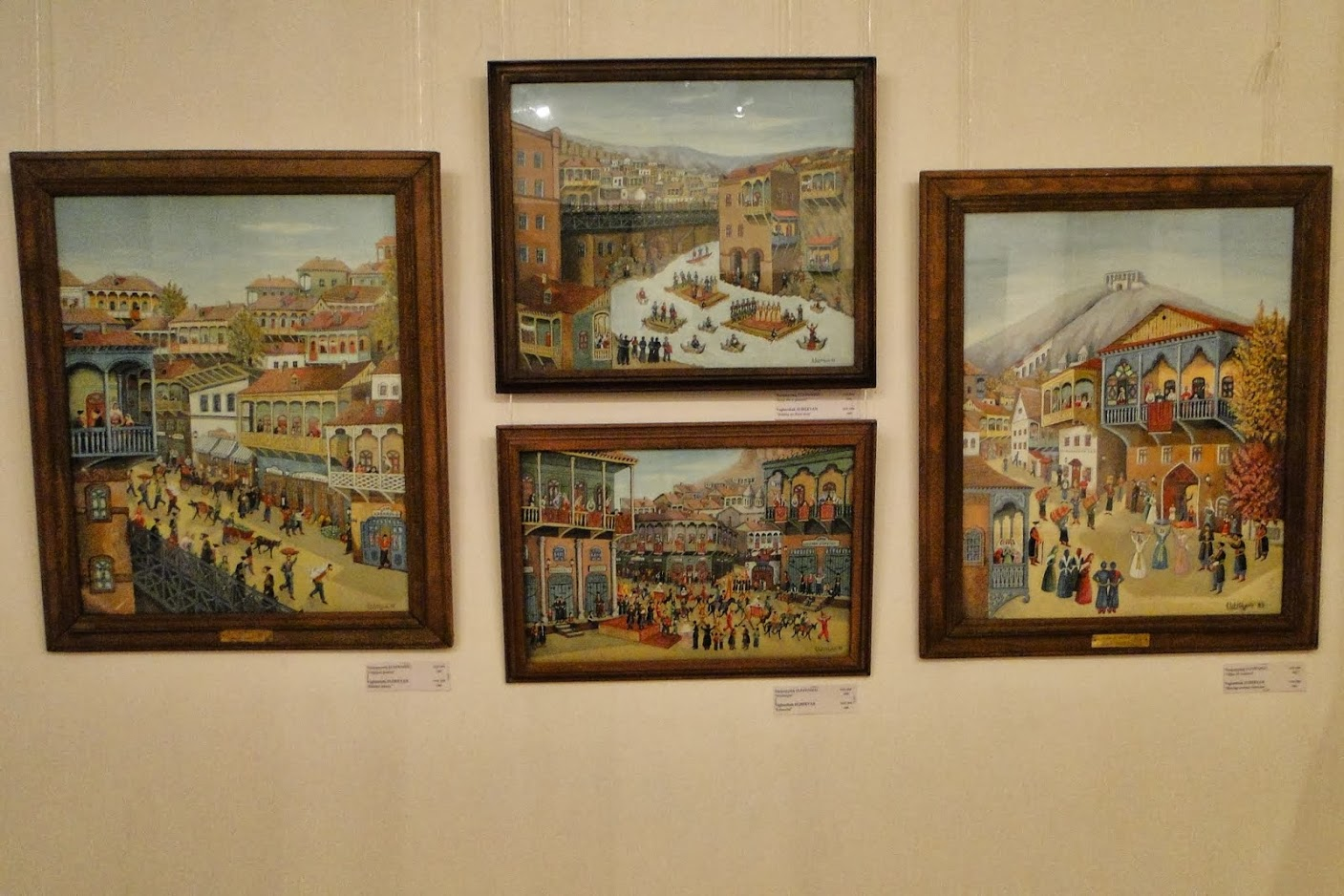
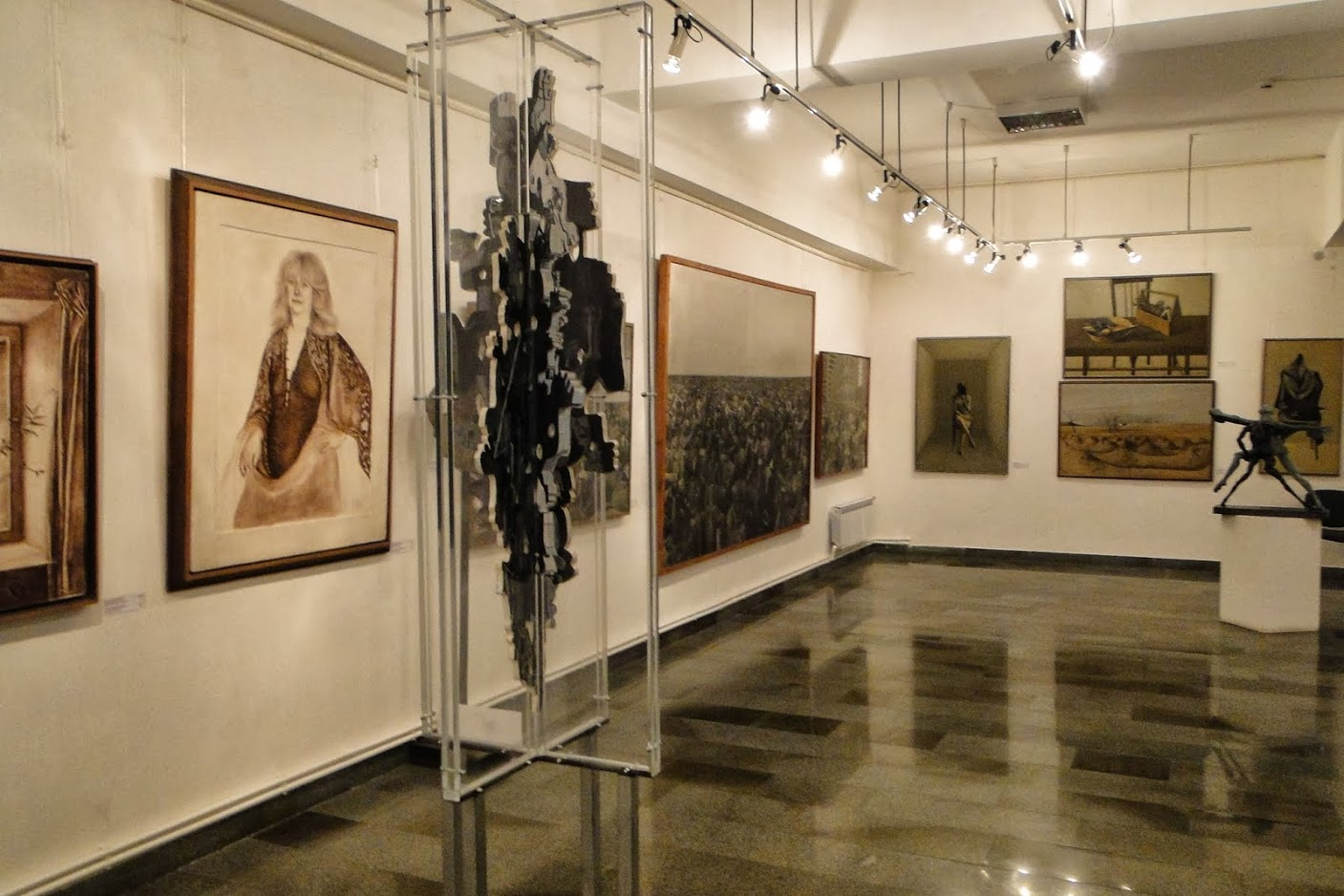
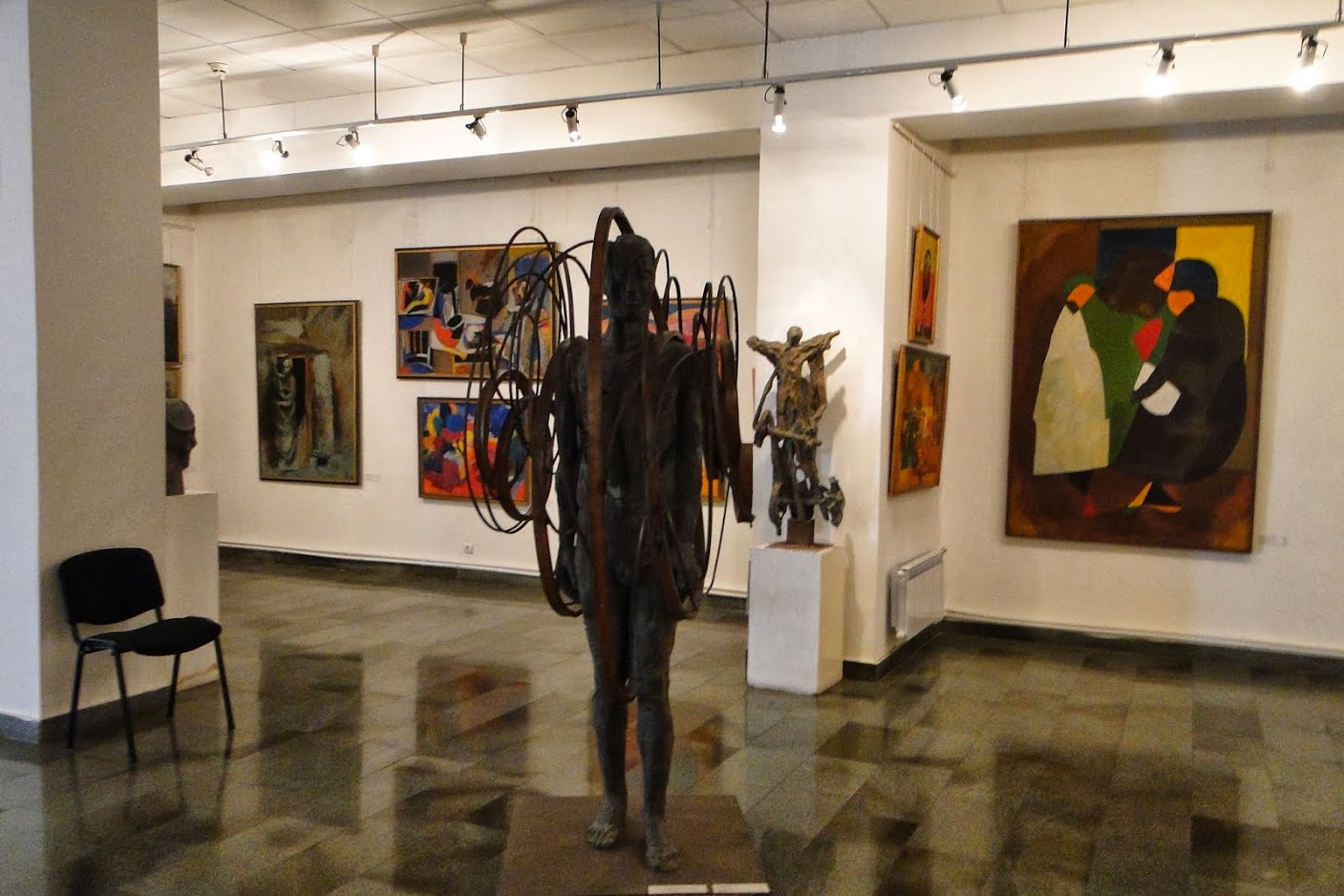
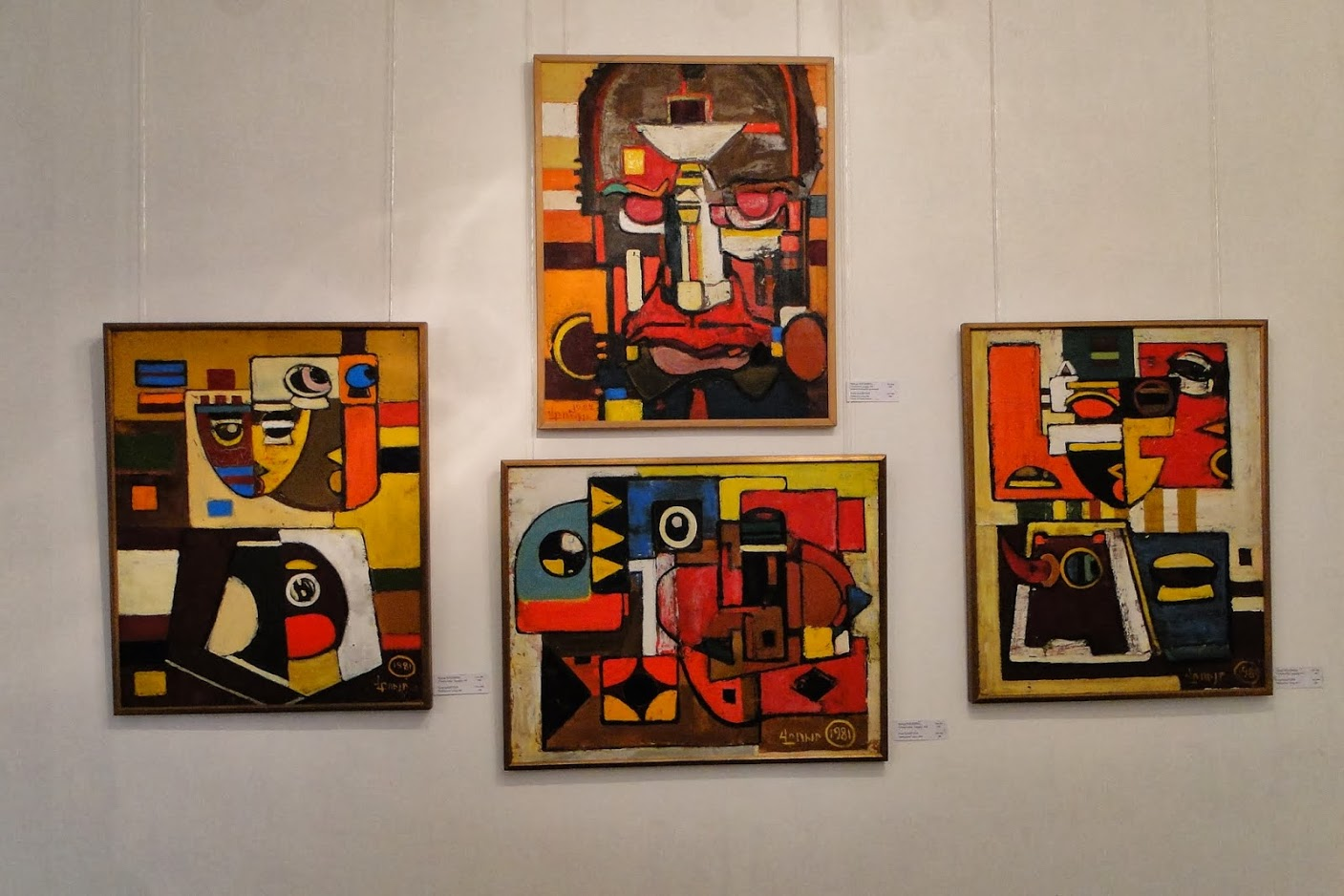
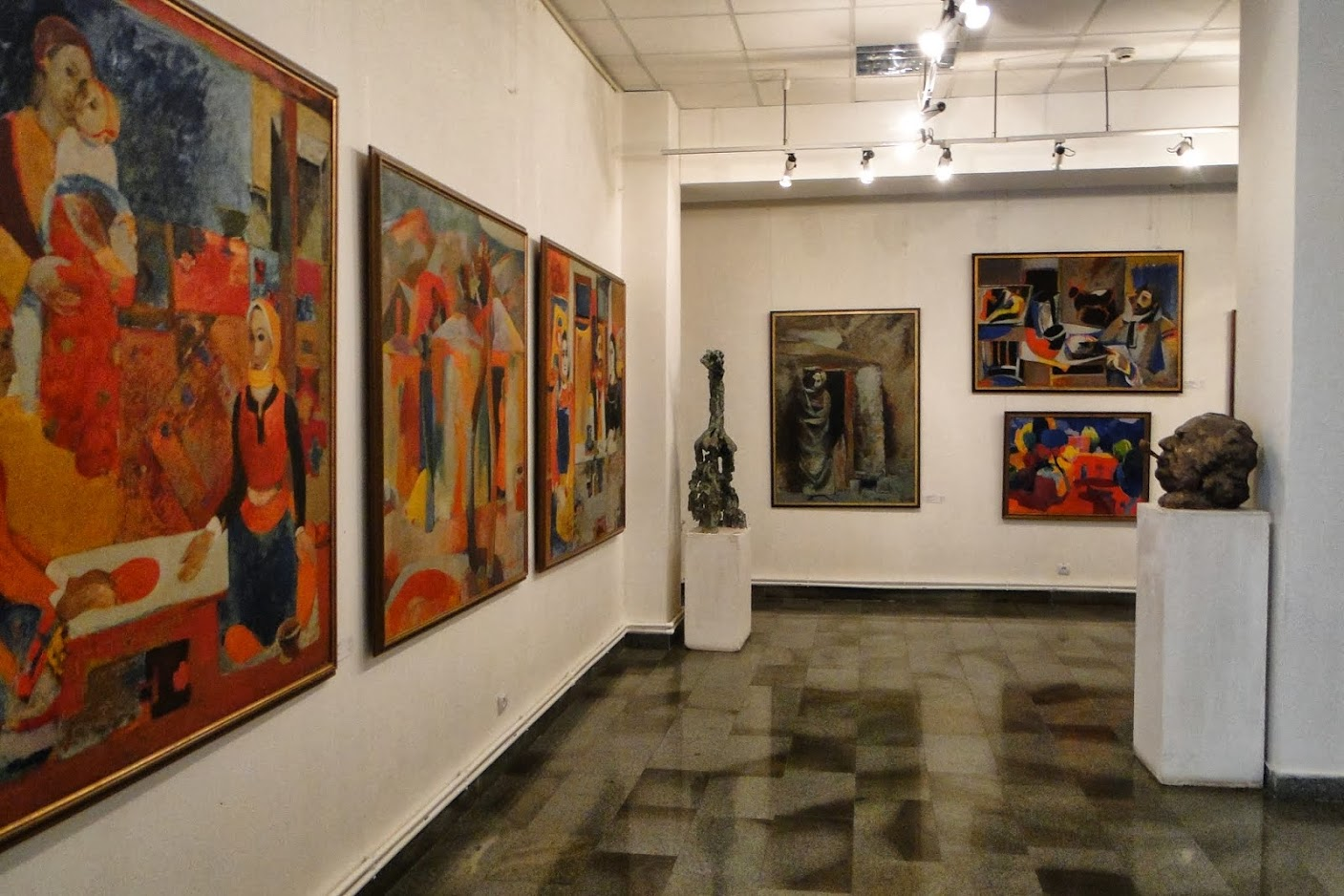